# Scaevatula amancioi
Scaevatula amancioi é uma espécie de gastrópode do gênero Scaevatula, pertencente a família Clavatulidae.